# North Platte River
North Platte River (Arapaho: Bei'i'iiniicie ) er den største tilløbsflod til Platte. Den er 1.094 km lang og starter i Colorado, løber nordover via Wyoming og løber sammen med South Platte og danner floden Platte i Nebraska. Afvandingsområdet er på 80.031 km². Udspringet er helt mod nord i Colorado, i Jackson County. Floden løber ud på prærien ved byen Casper i Natrona County, Wyoming og løber derefter mod sydøst og får følge af floden Laramie før den løber ind i Nebraska. Inde i denne delstat møder den South Platte River ved byen North Platte i Lincoln County.